# Іванюшева Наталія Василівна
Ната́лія Васи́лівна Ковальська, у шлюбі Іваню́шева (18 грудня 1937) — українська перекладачка жестової мови, сурдопедагогиня, дослідниця української жестової мови, культури та історії глухих України.

## Біографія
Наталія Ковальська народилася 18 грудня 1937 року в місті Києві, Українська РСР, в сім'ї глухих батьків. Батько, Ковальський Василь Євгенович, закінчив Санкт-Петербурзьке училище глухонімих під піклуванням імператриці Марії Федорівни; мати, Ковальська (до шлюбу Макушко) Варвара Романівна, вчилася в Київській гімназії для глухих дітей. Батько був техніком-креслярем, мама — швачкою.
У сім'ї було троє дітей. Старша сестра, Тетяна, закінчила Бауманську морехідку і стала штурманкою, потім — капітаном; брат, Іван, працював перекладачем жестової мови на Київському УВК № 2 для глухих, а потім став інженером-будівельником кораблів і літаків. А Наталя все життя пов'язала з Українським товариством глухих (УТОГ).
З раннього віку вона перебувала серед глухих і була їхньою перекладачкою: спочатку в сім'ї, а потім і для нечуючих сусідів, які часто бували в їхньому будинку.
В неповних 16 років Наталя Ковальська прийшла на Київське УВК № 1 для глухих перекладачкою. Так, із 1953 року починається її трудова діяльність в Українському товаристві глухих. Першими її наставниками в роботі були перекладачка Шеля Марківна Бялик і начальник відділу кадрів, а потім заступник директора Київського УВК № 1 Анатолій Іванович Козаченко.
У 1954 році директором Київського УВК № 1 був призначений Петро Карпович Набоченко — один із засновників Українського товариства глухих. Коли в 1955 році П. К. Набоченко був обраний заступником голови ЦП УТОГ, він запропонував Наталі перейти на роботу в Центральне правління УТОГ. І тут для неї почалася друга школа. Набоченко всіляко сприяв їй, змушував опановувати всі ділянки роботи в апараті ЦП УТОГ.
Працюючи в УТОГ, Наталія Іванюшева в 1969 році закінчила дефектологічний факультет Київського державного педагогічного інституту ім. О. М. Горького (нині — Національний педагогічний університет імені Михайла Драгоманова), після чого їй було запропоновано перейти до НДІ педагогіки і зайнятися науковою роботою, проте вона відмовилася.
Цього ж року вона переходить працювати в щойно відкритий Республіканський театр міміки та жесту глухих «Райдуга» на посаду педагогині-консультантки із жестово-мімічної мови. Метою її роботи було аби глухі актори театру несли зі сцени культуру мови, передаючи пісні й вірші красивими, чіткими жестами. У числі її перших учнів були такі актори як О. Мізгірьова, В. Журков і В. Стьопкін, що отримав надалі звання Заслуженого артиста України.
У 1968 році був виданий перший в Україні підручник для перекладачів жестової мови «Міміко-жестикуляційна мова», авторкою і упорядницею якого була Наталія Іванюшева. Це видання стало у пригоді педагогам спеціалізованих шкіл-інтернатів та батькам глухих та слабочуючих дітей в опануванні жестової мови.
Основне місце в трудовій діяльності Наталії Іванюшевої займали питання освіти глухих. За направленням ЦП УТОГ вона в період з 1976 по 1987 роки працювала перекладачкою жестової мови в групах глухих студентів та викладачкою російської мови і літератури Київського технікуму легкої промисловості (нині — Державний вищий навчальний заклад «Київський коледж легкої промисловості»). У 80-х роках за ініціативи тодішнього голови Центрального правління УТОГ Ю. П. Максименка був ужитий ряд заходів щодо розширення мережі навчальних закладів, у яких мали б змогу навчатися глухі. Для цього було уведено посаду провідного спеціаліста зі створення спецгруп глухих у середніх спеціальних та вищих навчальних закладах України, яку Наталія Іванюшева обіймала з 1987 по 1993 роки.
Із 1993 по 2012 роки Наталія Іванюшева працювала інструкторкою-перекладачкою жестової мови Київської організації УТОГ. Протягом цього періоду своєї трудової діяльності була незмінною викладачкою Республіканських курсів підготовки та підвищення кваліфікації перекладачів жестової мови. Серед її учнів — найкращі перекладачі жестової мови України: Наталія Дмитрук, Тетяна Журкова, Олександр Трикін, Ігор Бондаренко та інші.
У 2006 році за ініціативи Українського товариства глухих у структурі Інституту спеціальної педагогіки Національної академії педагогічних наук України було створено Лабораторію жестової мови, де Наталя Іванюшева працювала науковою співробітницею. За понад 10 років наукової роботи опубліковано: Українську жестову абетку (2005, 2006), Комплекс дактильно-жестових вправ до посібника «Українська жестова абетка» (2006), Комплект програм з вивчення української жестової мови (2008), Український жестівник для батьків (2011), Концепцію білінгвального навчання осіб з порушеннями слуху (2011), Жестівник "Українська жестова мова" (2012), низку статей, тез. За активної участі і підтримки організовано і проведено науково-методичні семінари, конференції, круглі столи, наради. Наталія Іванюшева систематично проводила курси з жестової мови різних рівнів, для різних категорій слухачів. Завжди була і є зразком точного і вишуканого жесту. Її учні називають Майстром і Корифеєм жестового перекладу.  
У листопаді 2007 року на загальних зборах і за ініціативи перекладачів жестової мови міста Києва та Київської області було створено Раду перекладачів жестової мови (РПЖМ) як консультативно-дорадчий орган Київської організації УТОГ. РПЖМ як орган було офіційно затверджено 15 січня 2008 року і головою його було обрано Наталію Іванюшеву.
У 1992 році за вагомий внесок у розвиток Українського товариства глухих Н. В. Іванюшевій було присвоєно звання «Почесний член УТОГ», а в 2003 році Київською міською державною адміністрацією вона нагороджена Почесною грамотою та нагрудним знаком пошани, а в 2006 році їй присвоєно звання Заслужений працівник соціальної сфери України.

## Публікації
- Програма з вивчення української жестової мови для вчителів української мови та літератури загальноосвітніх спеціальних шкіл для дітей з порушеннями слуху / Кульбіда, С. В.; Чепчина, І. І.; Адамюк, Н. Б.; Іванюшева, Н. В. ; АПН України, Ін-т спец. педагогіки, Лаб. жестової мови, Укр. т-во глухих. — К. : УТОГ, 2008. — 68 с. — Бібліогр.: с. 68. — ISBN 966-8172-06-X
- Програма з вивчення української жестової мови для вчителів початкових класів спеціальних загальноосвітніх шкіл для дітей з порушеннями слуху / Кульбіда, С. В.; Чепчина, І. І.; Адамюк, Н. Б.; Іванюшева, Н. В.; АПН України, Ін-т спец. педагогіки, Лаб. жестової мови, Укр. т-во глухих. — К. : УТОГ, 2008. — 56 с. — Бібліогр.: с. 56. — ISBN 966-8172-06-X
- Програма з вивчення української жестової мови для перекладачів-дактилологів, перекладачів жестової мови Українського товариства глухих на курсах первинної підготовки / Кульбіда, С. В.; Чепчина, І. І.; Адамюк, Н. Б.; Іванюшева, Н. В.; АПН України, Ін-т спец. педагогіки, Лаб. жестової мови, Укр. т-во глухих. — К. : УТОГ, 2008. — 56 с. — Бібліогр.: с. 56. — ISBN 966-8172-06-X
- Програма з вивчення української жестової мови для перекладачів-дактилологів, перекладачів жестової мови Українського товариства глухих на курсах підвищення кваліфікації / Кульбіда, С. В.; Чепчина, І. І.; Адамюк, Н. Б.; Іванюшева, Н. В.; АПН України, Ін-т спец. педагогіки, Лаб. жестової мови, Укр. т-во глухих. — К. : УТОГ, 2008. — 56 с. — Бібліогр.: с. 56. — ISBN 966-8172-06-X
- Програма з вивчення української жестової мови для вихователів загальноосвітніх спеціальних шкіл для дітей з порушеннями слуху / Кульбіда, С. В.; Чепчина, І. І.; Адамюк, Н. Б.; Іванюшева, Н. В.; АПН України, Ін-т спец. педагогіки, Лаб. жестової мови, Укр. т-во глухих. — К. : УТОГ, 2008. — 56 с. — Бібліогр.: с. 56. — ISBN 966-8172-06-X
- Українська жестова мова: жестівник. Кульбіда, С. В.; Чепчина, І. І.; Адамюк, Н. Б.; Іванюшева, Н. В.; Нац. акад. пед. наук України, Ін-т спец. педагогіки. — К. : Педагогічна думка, 2012. — 205 с. : іл. — 300 экз. — ISBN 978-966-644-308-6
- Азбука жестів / Азбука жестов / Ю. П. Максименко, Н. В. Иванюшева, Р. И. Щур. — К. : Рад. шк., 1990 — 24 с.
- Мимико-жестикуляционная речь / Иванюшева Н. В. — К.: Реклама, 1969. — 290 с.
- Український тематичний відеословник жестової мови: Навчально-методичний посібник / Іванюшева Н. В., Зуєва Є. М.- у 3 ч. — К., 2003.
- Левицкий М.М., Скурчинский В.В., Иванюшева Н.В. (2001). След созидательных лет. История Киевской организации УТОГ. К.: СПКТБ УТОГ, 2001. 271 с.
- Іванюшева Н.В., Кульбіда С.В. (2006). Українська жестова абетка : навчально-методичний посібник. К., 2006. 64 с. Режим доступу http://lib.iitta.gov.ua/708730/ [Архівовано 20 лютого 2020 у Wayback Machine.]
- Кульбіда С. В., Шевченко Л.В., Іванюшева Н.В. (2005). Комплекс дактильно-жестових вправ до посібника «Українська жестова абетка»[електронний ресурс]. С. В. Кульбіда, В. Л. Шевченко, Н. В. Іванюшева. К., 2005. 1 ел. опт. диск (CD-ROM).
- Іванюшева Н.В. (2006). Навчальний цикл «Жестова мова глухих». Наше життя. № 20. 2006. С.3.
- Адамюк Н.Б., Зборовська Н.А., Іванюшева Н.В. (2007). Українсько-канадський альянс для глухих і слабочуючих: Літні Інститути – 2006. Дефектологія : Наук.-метод. журн. 2007. № 1. С. 54-56.
- Іванюшева Н.В. (2007). Становлення та розвиток спеціального закладу для глухих (до 110-річчя Харківської школи-інтернату для глухих дітей). Н.В. Іванюшева. Жестова мова й сучасність: Збірник наукових праць. Випуск 2. Київ: ПП «Актуальна освіта», 2007. С. 256-260.
- Адамюк Н.Б., Іванюшева Н.В. (2007). Кожна людина має право на свою мову. Дефектологія. 2007. №4. С. 44-46.
- Іванюшева Н.В. (2009). Кохлеарна імплантація (російський досвід). Н.В. Іванюшева. Жестова мова й сучасність. 2009. № 4. С. 59-72. Режим доступу: http://lib.iitta.gov.ua/1976/ [Архівовано 12 квітня 2020 у Wayback Machine.]
- Зборовська Н.А., Іванюшева Н.В. (2010). Особливості застосування багатозначних слів та жестів у мовній культурі нечуючих. Н. Зборовська, Н. Іванюшева. Жестова мова й сучасність: збірник наукових праць. № 1. 2010. С. 176-196. Режим доступу: http://lib.iitta.gov.ua/1977/ [Архівовано 12 квітня 2020 у Wayback Machine.]
- Іванюшева Н.В. (2010). Жестова мова – самостійна мова. Н. Іванюшева. Педагогічна газета. К., 2010. № 4 (189). С. 6.
- Концепція білінгвального навчання осіб з порушеннями слуху. Кульбіда С.В., Чепчина І.І., Адамюк Н.Б., Замша А.В., Зборовська Н.А., Іванюшева Н.В., Лещенко Л.М. (2011). К.: УТОГ, 2011. 53 с. Режим доступу: http://lib.iitta.gov.ua/9292/ [Архівовано 12 квітня 2020 у Wayback Machine.]
- Чепчина І.І., Іванюшева Н.В., Замша А.В. (2011). Запровадження та розвиток двомовного навчання як неминучий шлях розвитку нечуючої особистості (історичний аспект). І.І. Чепчина, Н.В. Іванюшева, А.В. Замша. Жестова мова й сучасність. 2011. Вип. 6. С. 145-153. Режим доступу : http://lib.iitta.gov.ua/1974/ [Архівовано 12 квітня 2020 у Wayback Machine.]
- Кульбіда С.В., Чепчина І.І., Іванюшева Н.В., Адамюк Н.Б. (2011). Український жестівник для батьків. Жестівник. НАПН України, Ін-т спец. педагогіки, лаб. жестової мови, Укр. т-во глухих. К.: СПКТБ УТОГ, 2011. 380 с. ISBN 966-8172-09-4.
- Дитина зі світу тиші. На допомогу батькам нечуючої дитини : наук.-метод. посіб. Укр. т-во глухих, лаб. жест. мови Ін-ту спец. педагогіки НАПН України, Об-ня нечуючих педагогів ; [уклад.:Зборовська, Н.А., Адамюк, Н.Б., Чепчина, І.І., Дробот, О.А., Іванюшева, Н.В., Кульбіда, С.В., Замша, А.В., Каменська, Н.М., Марчук, Т.Ф., Обухівська, А. Г., Гончаренко, В.М., Скурчинський, В.В., Савченко, О.О., Лаврик, О.А., Борщевська, Л.В., Січкар, Л.І., Рибальченко, М.П., Зайонц, Н.П..] ; за ред. С.В. Кульбіди. Допов. і доопрац. К. : СПКТБ УТОГ, 2011. 328 с.  Режим доступу http://lib.iitta.gov.ua/709516/ [Архівовано 12 квітня 2020 у Wayback Machine.]
- Кульбіда С.В., Чепчина І.І., Адамюк Н.Б., Іванюшева Н.В.  (2012). Орієнтовний перелік жестових одиниць для загального користування, етичний супровід нечуючих та взаємодія з ними під час проведення фінальної частини з футболу Євро-2012 : Навч. посібник для співробітників соціальної сфери з комп’ютерним супроводом / С. В. Кульбіда, І.І. Чепчина, Н. Б. Адамюк, Н. В. Іванюшева. К.: СПКТБ УТОГ, 2012. 29 с.; 1 ел. опт. диск (CD-ROM). Режим доступу : http://lib.iitta.gov.ua/9307/ [Архівовано 12 квітня 2020 у Wayback Machine.]
- Дробот О.А, Іванюшева Н.В. Особливості двомовних програм. Жестова мова й сучасність : зб. наук.  праць. К.: О.Т. Ростунов, 2012. Вип. 7. С. 27-41. Режим доступу http://lib.iitta.gov.ua/1971/ [Архівовано 12 квітня 2020 у Wayback Machine.]
- Іванюшева Н.В., Кульбіда С.В. Основні положення двомовного навчання нечуючих осіб в Україні. Жестова мова й сучасність: зб. наук.  праць. К.: О Т. Ростунов, 2012. Вип. 7. С. 42-48.
- Іванюшева Н.В., Кульбіда С.В. (2013). Особливості застосування двомовних програм як інструмент збереження мови лінгвістичних меншин. Н.Іванюшева, С. Кульбіда. Освіта осіб з особливими потребами: шляхи розбудови: зб. наук. праць: Вип. 4. Частина 1. Кіровоград: Імекс-ЛТД, 2013. 264 с. С. 25-33. Режим доступу http://lib.iitta.gov.ua/711820/ [Архівовано 12 квітня 2020 у Wayback Machine.]
- .Иванюшева Н.В. (2014). Мы слепы к языку глухих. Интервью С. Резника еженедельнику «2000», раздел «Уикенд» 16.05.2014 года. С. 4-5.
- Іванюшева Н.В. (2017). Дактильна абетка двадцятих років ХХ століття. Н. Іванюшева. Розвиток освіти в добу Української революції (1917–1921) : зб. матеріалів Всеукр. наук.-практ. семінару / ДНПБ України ім. В.О. Сухомлинського. Київ: [ДНПБ України ім. В.О. Сухомлинського], 2017. С. 61-63. Режим доступу: http://elibrary.kubg. edu.ua/19893/1/.
- Иванюшева Н.В. (2017). Развитие глухого ребенка в семье с использованием украинского жестового языка. Н.В. Иванюшева. Актуальні проблеми розвитку особистості в умовах міжкультурної взаємодії в освітньому просторі. Зб. матеріалів Міжнародної заочної науково-практичної конференції. Ч. 1. 28-29 травня 2017 р.  К.: Інститут психології імені Г.С. Костюка, 2017. С.100-104. Режим доступу http://lib.iitta.gov.ua/711384/ [Архівовано 12 квітня 2020 у Wayback Machine.]
- Іванюшева Н.В. (2019). Соціокультурна діяльність сурдопедагога в сучасному навчальному закладі. Н. Іванюшева. Психологічні виміри культури, економіки, управління. Випуск 16. С.59-63.
- Іванюшева Н. В. (2019). Роль дитячої пізнавальної книжки для нечуючої дитини. Н. Іванюшева. Роль і місце психології і педагогіки у формуванні сучасної особистості : Зб. тез міжнародної науково-практичної конференції: (м. Харків, Україна, 11–12 січня 2019 р.). Харків: Східноукраїнська організація «Центр педагогічних досліджень», 2019. С. 17-19. Режим доступу http://lib.iitta.gov.ua/714623/ [Архівовано 12 квітня 2020 у Wayback Machine.]
- Іванюшева Н.В., Скурчинський В.В. (2020). Минуле і сучасне у жестовій мові. Посібник-жестівник. Київ: СПКТБ УТОГ, 230 с.
- Іванюшева, Н.; Кульбіда, С. (2020). ВНЕСОК ЄВГЕНІЇ ГРИЩЕНКО У ГУМАНІСТИЧНУ СПАДЩИНУ ВИВЧЕННЯ НАЦІОНАЛЬНОЇ ЖЕСТОВОЇ МОВИ В УКРАЇНІ. IMPATTO DELL'INNOVAZIONE SULLA SCIENZA: ASPETTI FONDAMENTALI E APPLICATI - TOMO 2 (European Scientific Platform). doi:10.36074/26.06.2020.v2.07. Вилучено з https://ojs.ukrlogos.in.ua/index.php/logos/article/view/3718 [Архівовано 12 березня 2022 у Wayback Machine.]

## Зовнішні посилання
- Мережко А.М. (2003). Почесні члени УТОГ. Збірник біографічних даних про членів Українського товариства глухих, яким присвоєно найвищу нагороду Товариства — звання «Почесний член УТОГ» . К.: УТОГ, 2003. — 208 с.
- Державні нагороди України. Кавалери та лауреати (том IV).  Іванюшева Наталія Василівна. Режим доступу https://who-is-who.ua/main/page/nagorody2009_2/86/579 [Архівовано 12 квітня 2020 у Wayback Machine.]
- Савчук Н. (2008). Люди з вадами слуху можуть спілкуватися по СМС. GAZETA. UA. П’ятниця, 25 січня 2008. Режим доступу https://gazeta.ua/articles/ science-life/_lyudi-z-vadami-sluhu-mozhutspilkuvatisya-po-sms/204470?mobile=false
- Магдан Л. Киевлянка Наталья ИВАНЮШЕВА уже 53 года служит «ушами» обществу глухих. Режим доступу : http://h.ua/story/151837
- Свачій І. (2008). Наталія Іванюшева створила перший відеословник жестів. Газета «Хрещатик»  21 травня 2008 р.,  середа, № 78 (3304). Режим доступу http:// kreschatic.kiev.ua/ua/3304/art/1211310975.html
- Суханов Ю. (2009). Інтерв’ю сурдоперекладача телеканалу «Глас» 23.01.2009. Режим доступу: http:// deaf.adventist.ua
- У новинах ТРК «Київ» з’явиться сурдопереклад. Режим доступу: http://detector.media/ withoutsection/article/45886/2009-05-29
- Мережко А.М., Скурчинский В.В. (2010). Иванюшева Наталья Васильевна. Энциклопедический справочник Украинского общества глухих. К: УТОГ, 2010. С.84-85.
- Кульбіда С.В.(2012). За покликом долі. Наше життя. 2012. С. 4.
- Стомаченко И. (1998). Самый ценный дар. Наше життя. № 1. 1998. С. 5.
- Дятлова Е., Вишневская С. В. (2013). Житомире начались православные богослужения с сурдопереводом. Наше життя. 13.02.2013. Режим доступу : http://ourlife.in.ua/
- Мережко Г.М. (2017). Корифей жестового перекладу (про Н.В. Іванюшеву). З вершини досвіду і зрілості: 100 років Київської організації УТОГ. Збірка нарисів. К.: ВГОІ «Українське товариство глухих, 2017. С. 23-26.
- Інтерв’ю з Левицьким М.М., Іванюшевою Н.В. До 100-річчя Київської організації УТОГ. вересень 2017.
- Кульбіда С.В., Чепчина І.І., Каменська Н.М. (2017). Золоті руки, золоте серце Наталії Іванюшевої. До ювілею Н. Іванюшевої. Київ :ТОВ "АЛЬФА СМАРТ АГРО", 2017. Режим доступу http://lib.iitta.gov.ua/709576/ [Архівовано 12 квітня 2020 у Wayback Machine.]
- Кульбіда С.В. (2018). Вклад Наталії Іванюшевої у розвиток жестової мови. С. Кульбіда. Освіта осіб з особливими потребами: виклики сьогодення: зб. матеріалів всеукраїнської науково-практичної конференції 21 червня 2018 року. К.: “Наша друкарня”, 2018. С. 66-71. Режим доступу http://lib.iitta.gov.ua/712185/ [Архівовано 12 квітня 2020 у Wayback Machine.]
- Рекорди УТОГ. Іванюшева Наталія Василівна. Режим доступу https://utog.org/ivanyusheva-nataliya-vasilivna [Архівовано 12 квітня 2020 у Wayback Machine.]
- Каменська, Н.М. (2019). Корифей жестового перекладу. Наше життя, 5. С.1-7. Режим доступу http://lib.iitta.gov.ua/716323/ [Архівовано 12 квітня 2020 у Wayback Machine.]
- Є ще порох у порохівницях, а жести — у жестівниках! Наше життя, 15.12.2020. Вилучено з https://utog.org/diyalnist-utog/e-che-poroh-u-porohivniciah-a-zhesti-u-zhestivnikah [Архівовано 21 квітня 2021 у Wayback Machine.]

## Виноски
1. ↑  СПІВРОБІТНИКИ ЛАБОРАТОРІЇ ЖЕСТОВОЇ МОВИ. Архів оригіналу за 4 березня 2016. Процитовано 13 січня 2015.
2. ↑  Про РПЖМ. Архів оригіналу за 28 січня 2015. Процитовано 13 січня 2015.
3. ↑  УКАЗ ПРЕЗИДЕНТА УКРАЇНИ № 444/2006 Про відзначення державними нагородами України працівників підприємств, установ та організацій міста Києва. Архів оригіналу за 14 січня 2015. Процитовано 13 січня 2015.